# Relámpago de la fuerza
El relámpago de la Fuerza (en inglés, Force lightning) constituye, en el universo ficcional de Star Wars, el ataque característico de los Sith usando la Fuerza. Aparece por primera vez en el episodio sexto, al usarlo el Emperador contra Luke Skywalker. Sin embargo, ha aparecido también múltiples veces a lo largo de todo el universo oficial o el universo expandido de Star Wars.

## Naturaleza del relámpago de la Fuerza
Son relámpagos y rayos generados por la Fuerza, emitidos generalmente por un usuario del Lado Oscuro, a través de sus manos, en contra de algo o alguien. Cuanto más grande es el poder en la Fuerza del que lo emite, más grande va a ser la contundencia del poder, a la vez que podrá alcanzar a más de un objetivo. Este poder no sólo es frecuentemente usado como tortura; sino también para causar la extrema agonía de la víctima. Sin embargo, una sola explosión puede producir al instante la muerte de la persona atacada.
Las fuentes provenientes del universo oficial de Star Wars no dejan claro exactamente qué es el relámpago de la Fuerza, mientras que las provenientes del universo expandido parecen contradecirse. Algunos sostienen que el relámpago de la Fuerza es un poder generado por la Fuerza, con la apariencia de la electricidad; otras fuentes, como novelas cuyos hechos se sitúan después de lo sucedido en el episodio sexto, hablan de que este poder es simplemente electricidad. De hecho, se muestra bastante confuso, ya que este poder actúa como lo hace la electricidad, formando circuitos, como se muestra en las tres películas en las que aparece, o en diferentes videojuegos, novelas, etc.
El uso del relámpago de la Fuerza no está en realidad restringido a los usuarios del Lado Oscuro. Aayla Secura, Plo Koon, Luke Skywalker, Jacen Solo y Kyle Katarn fueron conocidos por poseer la capacidad de usar este poder o variantes de este mismo. Por otra parte, Yoda tenía la habilidad de poder absorber los rayos, o redirigirlos hacia su oponente o hacia otro lugar usando su mano. Sin embargo, no podía emitirlos por sí mismo. Pero Yoda no parece ser el único capaz de redirigir este poder, puesto que en la batalla contra el Conde Dooku, este dispara rayos contra el jedi, quien los absorbe y luego los lanza de muevo contra Tyranus. Pero el sith, con un rápido movimiento los refleja hacia el techo. Inclusive este poder puede ser absorbido o redirigido con un sable de luz. En Star Wars: Episodio III - La venganza de los Sith, el canciller Palpatine usa los rayos de la Fuerza contra el maestro Mace Windu, y este los regresa con su sable, lo que causa la deformidad característica del Emperador. Es posible que todos los seres sensibles a la fuerza sean capaces de reflejar estos rayos, e incluso de generarlos, pero no se puede comprobar. Se sabe que es un poder característico de los sith, pero (en caso de que sólo algunos seres sensibles a la fuerza puedan usarlos), esto no significa que todos puedan hacerlo. Darth Vader no era capaz de esto después de la batalla en Mustafar (ver siguiente párrafo), pero tal vez era capaz de ello en el intervalo entre este suceso y su conversión a Lado Oscuro de la Fuerza. En toda la saga se dan a conocer a cuatro sith humanos y humanoides, y a un cyborg "entrenado en todas las artes jedi". Darth Maul nunca es mostrado como un ser capaz de usar los rayos, aunque es posible que fuera capaz de hacerlo.

### Limitación de Darth Vader en el uso del relámpago de la Fuerza
Darth Vader, a pesar de ser un Sith, es incapaz de generar o redirigir el relámpago de la Fuerza, después de convertirse en un cyborg en el episodio tercero. Antes de que sucediera esto, él podría haberlo hecho (e inclusive lo hizo, como se puede ver algunas obras pertenecientes al universo expandido). Sin embargo, habiendo perdido ambas manos, cualquier intento por parte de Darth Vader de generar el poder, o redirigirlo, hubiera electrocutado el sistema robótico que lo mantenía vivo. De hecho, esto es lo que sucede en el episodio sexto, cuando el Emperador, desesperado ante la inesperada traición de Vader, le lanza el relámpago de la Fuerza. Es por esto, en parte, que a pesar de tener Darth Sidious a un gran discípulo, como lo es Vader, se lanza a la búsqueda de uno nuevo, eligiendo al hijo de este, Luke Skywalker.
En la historieta adaptación de la novela Splinter of the Mind's Eye, Darth Vader muestra no tener problema alguno en usar el relámpago de la Fuerza, aunque la revista Star Wars Insider Magazine sugirió que se trataba de un arma instalada en el traje de Darth Vader que emitía electricidad, pero no algún poder de la Fuerza. De todas maneras, Splinter o sus adaptaciones no son por lo general considerados fuentes veraces.[cita requerida] Asimismo, en el videojuego Star Wars: Masters of Teräs Käsi, Darth Vader usa el relámpago de la Fuerza, aunque en realidad viene directamente del aire por encima de sus oponentes, y no de él. Ésta es otra forma de relámpagos de la Fuerza, inclusive más poderosa, llamada "Tormenta de la Fuerza".

## Usos en el universo oficial (películas)
- Star Wars: Episodio II - El ataque de los clones: hacia el final de la película, el Conde Dooku usa el relámpago de la Fuerza contra Anakin Skywalker, Obi-Wan Kenobi, y el Maestro Yoda, hiriendo al primero; el segundo interpuso su sable de luz, la cual absorbió el poder, y el tercero, lo redirigió hacia el mismo Conde Dooku, quien a su vez reflejó el poder hacia arriba. Luego de un segundo ataque de este, Yoda solamente absorbió el poder con al mano, sin ninguna dificultad.
- Star Wars: Episodio III - La venganza de los Sith: se puede ver a Palpatine atacar con el relámpago de la Fuerza dos veces; desplegando una poderosa barrera contra Yoda y Mace Windu, al luchar contra ellos. Ambos Maestros Jedi son capaces de bloquear el ataque por un tiempo; pero finalmente fallan en su intento de acabar con Palpatine, por culpa de este poder. Después de que Anakin agrede a Windu, Palpatine se recupera de sus propios rayos (Windu los había redirigido hacia él con su espada láser, desfigurándolo) y le lanza el poder con toda su furia, arrojando a Windu por la ventana, y por lo tanto matándolo. En el caso de Yoda, este logra bloquear el relámpago momentáneamente, luego incluso logra redirigirlo hacia su enemigo. Y entonces, se desencadena una explosión que arroja a Yoda metros abajo, puesto que estaban luchando en una plataforma sobre la que se ubicaba el Supremo Canciller en las sesiones de debate en el senado. Con este acontecimiento, Yoda se ve obligado a huir.
- Star Wars: Episode VI - Return of the Jedi: Darth Sidious, el Emperador, al verse incapaz de lograr que Luke Skywalker se pase al Lado Oscuro de la Fuerza, le arroja una fuerte oleada de rayos, que casi matan al joven Jedi. Es entonces cuando Darth Vader, que estaba presente en ese momento, al no poder ver a su hijo sufriendo de tal manera, se redime y, tomando al Emperador por la cintura, lo arroja a un generador. El relámpago cae sobre él, dañando su sistema de soporte vital, y dejándole sólo unos momentos de vida, durante los cuales se reconciliará con su hijo y con el Lado Luminoso.
- No se muestra ningún uso del relámpago de la Fuerza en los episodios primero, cuarto y quinto.